# I Wear the Face
I Wear the Face — дебютный студийный альбом американской поп-рок-группы Mr. Mister, вышедший 27 марта 1984 года на лейбле RCA.

## Об альбоме
Группа Mr. Mister заключила контракт со звукозаписывающей компанией RCA, и музыканты в июне 1983 года начали записывать свой дебютный альбом, после долгой записи он наконец был издан в 1984 году.
С альбома вышли три сингла — «Hunters of the Night», «Talk the Talk» и «I’ll Let You Drive». Главным синглом с диска стала песня «Hunters of the Night». Композиция не попала в топ-40, но заняла 55 позицию в чарте Billboard Hot 100. Сам I Wear the Face не имел большого успеха и занял позицию под номером 170 в чарте Billboard 200 Albums.

## Список композиций
| №   | Название               | Автор(ы)                                         | Длительность |
| --- | ---------------------- | ------------------------------------------------ | ------------ |
| 1.  | «Hunters of the Night» | Ричард Пейдж, Стив Джордж, Джон Лэнг, Джордж Гиз | 5:07         |
| 2.  | «Code of Love»         | Пейдж, Джордж, Лэнг                              | 4:29         |
| 3.  | «Partners in Crime»    | Пейдж, Джордж, Лэнг                              | 4:19         |
| 4.  | «32»                   | Пейдж, Джордж, Лэнг                              | 4:38         |
| 5.  | «Runaway»              | Пейдж, Джордж, Лэнг                              | 4:14         |
| 6.  | «Talk the Talk»        | Пейдж, Джордж, Лэнг                              | 4:22         |
| 7.  | «I'll Let You Drive»   | Пейдж, Джордж, Лэнг                              | 4:05         |
| 8.  | «I Get Lost Sometimes» | Пейдж, Джордж, Лэнг                              | 3:50         |
| 9.  | «I Wear the Face»      | Пейдж, Джордж, Лэнг                              | 4:53         |
| 10. | «Life Goes On»         | Пейдж, Джордж, Лэнг, Пэт Мастелотто              | 4:18         |

## Участники записи
- Ричард Пейдж — бас-гитара, основной вокал
- Стив Джордж — синтезаторы, саксофон, бэк-вокал, основной вокал в «Code of Love»
- Стив Фаррис — гитара
- Пэт Мастелотто — ударные
- Питер Маклэн — продюсер, инженер звукозаписи